# BitComet
 (février 2019).
Si vous disposez d'ouvrages ou d'articles de référence ou si vous connaissez des sites web de qualité traitant du thème abordé ici, merci de compléter l'article en donnant les références utiles à sa vérifiabilité et en les liant à la section « Notes et références ».
BitComet est un client BitTorrent freeware  écrit en C++ pour Microsoft Windows.

## Présentation
Le client Bitcomet est un logiciel de partage de fichiers poste à poste compatible avec le protocole BitTorrent. Il inclut des fonctionnalités avancées comme les téléchargements multiples et simultanés, la mise en attente, le téléchargement sélectif de fichiers, le mécanisme DHT (de Mainline), le chiffrement du protocole, un gestionnaire de cache disque, l'échange de pairs ou encore un algorithme pour communiquer à travers les pare-feu en UDP.  
Comparé à d'autres clients BitTorrent, comme Azureus écrit en Java, BitComet semble avoir un avantage de performances observable plus facilement sur des configurations aux ressources limitées en mémoire ou en puissance du processeur.
Il est traduit en 53 langues. Depuis la version 0.85, il affiche un cadre de publicité en utilisant le moteur de rendu Trident, mais celle-ci peut être désactivée à partir de la version 0.89.
À partir de la v0.91+ avec le plugin_ed2k, bitcomet permet de récupérer des parts sur les réseaux ed2k et kadmélia c'est une option que les autres clients BitTorrent ne font pas ce qui lui procure un nouveau souffle dans les téléchargements

## Fonctionnement
BitComet utilise le P2P (peer to peer, pair à pair) : 
- Une personne (Pierre) veut partager un fichier, la façon la plus courant est de créer un .torrent.
- Ce fichier .torrent est distribué à d'autres personnes (Jean). Le logiciel P2P compatible DHT (DHT) va rechercher les ordinateurs disposant de ce fichier.
- Une fois que l'ordinateur sait lesquels ont ce fichier, il va commencer à télécharger depuis ceux-ci. C'est le principe du P2P. Une personne télécharge ce fichier, et le partage pour d'autres personnes. Ce fichier n'est pas téléchargé depuis un serveur unique, mais depuis plusieurs dizaines, centaines ou milliers d'utilisateurs : chaque client est un serveur pour les autres. (peer to peer)
- Une fois le fichier téléchargé, il est possible de le partager (continuer à être un serveur) pour les autres personnes voulant le télécharger.

## Critiques
Certaines versions de BitComet ont fait l'objet d'un ostracisme parce qu'elles ne respectaient pas certaines règles communes des clients BitTorrent. Cela semble être un sujet ancien, mais l'auteur reste très discret dans sa communication ce qui n'a pas aidé l'image de BitComet qui semble parfois un peu 'fermé' à certains observateurs.
Les versions au-delà de 0.70 présentent quelques problèmes de compatibilité avec certains trackers et la traduction est parfois incomplète.